# Ана Пунсет
Ана Пунсет (ісп. Ana Punset, нар. 1981, Таррагона, Іспанія) — іспанська письменниця, авторка дитячих книжок, професійна читачка і консультантка.

## Біографія
Народилася у курортному містечку Салоу, провінції Таррагона в Іспанії, де прожила все дитинство із сім'єю. Студентські роки провела в Барселоні, де вивчала в Автономному університеті Барселони аудіо- та візуальну комунікацію.
Була задіяна у низці кіно- й телепроєктів, відвідувала курси кіносценаристів в університеті Помпеу Фабра, а також навчалася письменницькій майстерності у Мадридській школі письменників.

## Творчість
У підлітковому віці Ана написала першу книжку. Це була власна автобіографія, яку подарувала своїй бабусі на день народження.
Не сподіваючись на письменницький успіх, Ана ніколи не припиняла писати: поезію, казки, кіносценарії… Працюючи у сфері телебачення, вона потрапила і до світу друкованих ЗМІ. Перші її культурні хроніки були опубліковані в «ElsDiarisMés». Згодом Ану запросили працювати літературною критикинею у рубриці «Зустрічі» в «ElDiarideTarragona», куди вона дописує і донині. Певний час співпрацювала з різними видавництвами як професійна читачка і консультантка. Нині намагається присвячувати себе лише писанню.
Авторка низки дитячих книжок видавництва «Beascoa», зокрема в серії про школу чарів «Макія Вела», а також «Будинок, у якому живуть літери», «25 кумедних історій для читання за 5 хвилин». Авторка серій «Клуб червоних кедів» та «Нью-Йоркська академія» видавництва «Montena».
Письменниця розповідає, що вона щаслива, адже її мрія стала професією, чого в житті ще можна бажати
Серія «Клуб червоних кедів» налічує 15 книг, які перекладені українською, литовською, польською, італійською, французькою, німецькою та турецькою мовами.

## Переклади українською
- Клуб червоних кедів / Ана Пунсет; іл. Паули Ґонсалес ; пер. з ісп. Олени Забари. — Львів : Видавництво Старого Лева, 2019. — 272 с. — ISBN 978-617-679-674-9  [Архівовано 21 вересня 2020 у Wayback Machine.];
- Клуб червоних кедів. Подруги forever! / Ана Пунсет; іл. Паули Ґонсалес ; пер. з ісп. Олени Забари. — Львів : Видавництво Старого Лева, 2019. — 288 с. — ISBN 978-617-679-555-1  [Архівовано 21 грудня 2019 у Wayback Machine.].